# Lambert I van Chalon
Lambert van Chalon (circa 930 - 22 februari 979) was van 968 tot aan zijn dood graaf van Chalon.

## Levensloop
Lambert was een zoon van burggraaf Robert van Dijon uit diens huwelijk met ene Ingeltrude. Zijn broer Rudolf I was burggraaf van Dijon, terwijl Lambert na de dood van zijn vader graaf van Autun. Rond 960 versloeg hij nabij Chalmoux een leger uit Auvergne.
Rond 968 huwde hij met Adelheid van Chalon (928-987), dochter van hertog Giselbert van Bourgondië en weduwe van graaf Robert I van Meaux. Hierdoor kwam hij in het bezit van het graafschap Chalon. Uit het huwelijk werden zeker drie kinderen geboren:
- Elisabeth (970-1014)
- Hugo I (975-1039), graaf van Chalon en bisschop van Auxerre
- Adelheid, huwde met graaf Gwijde I van Mâcon
- Mathilde, huwde met heer Godfried van Semur-en-Brionnais

Lambert I stierf in februari 979 en werd bijgezet in Paray-le-Monial. Hier had hij rond 971 een kerk met priorij laten bouwen. Zijn weduwe hertrouwde met graaf Godfried I van Anjou, die de nieuwe graaf van Chalon werd. Na de dood van Godfried in 987 werd Lamberts zoon Hugo I graaf van Chalon.